# Cybill
Cybill foi uma série de televisão norte-americana do género comédia que foi ao ar na CBS, de 1995 a 1998, estrelada por Cybill Shepherd no papel principal.

## Sinopse
Shepherd interpretou o personagem de um pouco desbotada a atriz Cybill Sheridan, que, por causa de sua idade, tinha sido relegada a papéis de caracteres, peças pouco e comerciais de TV. Ela tinha duas filhas, Rachel (Dedee Pfeiffer) e Zoey (Alicia Witt), e seu melhor amigo comportamento Maryanne (Christine Baranski), cuja ingestão pesada e auto-indulgente, desde muito do humor. Para a maior parte da série, rival Cybill para postos de trabalho na era Andrea (Morgan Fairchild), que foi gravemente ferido, quando acidentalmente Cybill empurrou-a para baixo de uma colina. Tom Wopat e Alan Rosenberg apareceu como dois Cybill do ex-maridos. O show tem classificação respeitável ao longo de sua execução, mas foi abruptamente cancelada pela CBS, no final da temporada 1997-98, em meio a alegações de Pastor que a rede estava desconfortável com tendências feministas Cybill e Frank representação da sexualidade feminina [1].

## Diretores
- Andrew D. Weyman...	(36 episódios, 1995-1997)
- David Trainer	 ...	(23 episódios, 1997-1998)
- Jonathan Weiss	 ...	(11 episódios, 1996-1998)
- Robert Berlinger...	 	(5 episódios, 1995)
- Tom Moore	 ...	(5 episódios, 1995)
- Pamela Fryman	 ...	(4 episódios, 1996-1997)
- Peter Baldwin	 ...	(2 episódios, 1996)

## Escritores
- Linda Wallem	 ...	(19 episódios, 1995-1998)
- Chuck Lorre	 ...	(17 episódios, 1995-1998)
- Elaine Aronson	 ...	(8 episódios, 1995-1996)
- Howard Michael Gould...	 	(8 episódios, 1995-1996)
- Alan Ball	 ...	(5 episódios, 1995-1998)
- Dottie Dartland...	 	(5 episódios, 1995)
- William Lucas Walker...	 	(5 episódios, 1997-1998)
- Maria A. Brown	 ...	(4 episódios, 1996-1997)
- Kim C. Friese	 ...	(4 episódios, 1997-1998)
- Erin A. Bishop	 ...	(3 episódios, 1997)
- Susan Nirah Jaffe...	 	(3 episódios, 1997)
- Michael Poryes	 ...	(3 episódios, 1997)
- Mark Hudis	 ...	(2 episódios, 1997-1998)
- Michael Langworthy...	 	(2 episódios, 1997)
- J. David Stem	 ...	(2 episódios, 1997)
- David N. Weiss	 ...	(2 episódios, 1997)
- Steve Young	 ...	(1 episódio, 1997)

- Glenn Gers	 ...	(? episódios)
- Bruce Eric Kaplan...	(? episódios)
- Michael Patrick King...(? episódios)
- Jeff Lowell	 ...	(? episódios)
- Bob Myer	 ...	(? episódios)
- Jane O'Brien	 ...	(? episódios)
- David Jackson Willis...(? episódios)

## Elenco
- Cybill Shepherd	Cybill Sheridan (87 episódios, 1995-1998)
- Christine Baranski	Maryann Thorpe (87 episódios, 1995-1998)
- Alicia Witt	... 	Zoey Woodbine (87 episódios, 1995-1998)
- Tom Wopat	... 	Jeff Robbins (86 episódios, 1995-1998)
- Alan Rosenberg	... 	Ira Woodbine (86 episódios, 1995-1998)
- Tim Maculan	... 	Waiter / ... (45 episódios, 1995-1998)
- Dedee Pfeiffer	... 	Rachel Blanders (42 episódios, 1995-1997)
- Danny Masterson	... 	Justin Thorpe / ... (12 episódios, 1996-1998)
- Ray Baker	... 	Dr. Richard Thorpe (11 episódios, 1997-1998)
- Jay Paulson	... 	Sean (11 episódios, 1995-1996)
- Peter Krause	... 	Kevin Blanders / ... (5 episódios, 1995-1997)
- Linda Wallem	... 	Julie / ... (5 episódios, 1995-1998)
- Jane Kaczmarek	... 	Holly (5 episódios, 1996-1997)
- Mary Page Keller	... 	Julia Bishop / ... (4 episódios, 1997)
- Morgan Fairchild	... 	Andrea / ... (4 episódios, 1995-1997)
- Audra Lindley	... 	Virginia Sheridan / ... (4 episódios, 1996-1998)
- Kim Murphy	... 	Nina (4 episódios, 1996)
- Eileen Heckart	... 	Marge (3 episódios, 1996-1998)
- Dick O'Neill	... 	Bob (3 episódios, 1996-1998)
- Florence Stanley	... 	Ruth Woodbine / ... (3 episódios, 1996-1998)
- Gregory Balaban	... 	Matthew / ... (2 episódios, 1995-1997)
- Jeff Allin	... 	Bob (2 episódios, 1995)
- Chad Everett	... 	David Whittier Sr. / ... (2 episódios, 1995)
- Ellen Greene	... 	Sharon (2 episódios, 1995)
- Dan Bucatinsky	... 	Casting Director / ... (2 episódios, 1996-1998)
- H. Richard Greene	... 	Dr. Drew / ... (2 episódios, 1996-1998)
- Stephen Lee	... 	Buddy (2 episódios, 1996)
- Dinah Manoff	... 	Amy Fitzpatrick (2 episódios, 1996)
- Jon Tenney	... 	Jack (2 episódios, 1996)
- Channing Chase	... 	Luncheon Hostess / ... (2 episódios, 1997-1998)
- David Naughton	... 	Andy (2 episódios, 1997)
- Paula Poundstone	... 	Minnie Arbogast (2 episódios, 1997)
- Mark Tymchyshyn	... 	Terence / ... (2 episódios, 1997)
- Paula Cale	... 	Claire (2 episódios, 1998)
- Charles Durning	... 	A.J. Sheridan (2 episódios, 1998)
- Clementine Ford	... 	Leah (2 episódios, 1998)
- J. Patrick McCormack	... Jerry (2 episódios, 1998)
- Charles Rocket	... 	Charlie Addison (2 episódios, 1998)

## Prêmios
Cybill foi nomeado para doze Emmy Awards ao longo de toda a sua corrida, vencendo três. Indicada por sua atuação em cada temporada, Baranski foi o único membro do elenco a ganhar um Emmy. Baranski também recebeu um American Comedy Awards, um Screen Actors Guild Award e um Viewers Quality Television Award por sua interpretação, enquanto Shepherd foi premiado com o Globo de Ouro de 1996 de Melhor Atriz em série de televisão musical ou comédia. No mesmo ano, o seriado também ganhou o Globo de Ouro de Melhor Série de Televisão - Comédia ou Musical, a sua única vitória, tanto para a equipe eo elenco.